# Nie być skotam
Nie być skotam (Не быць скотам, pol. Nie być bydłem) – singel białoruskiego zespołu muzycznego Lapis Trubieckoj, nagrany w 2011 roku i wydany na płycie Rabkor. Autorem tekstu jest Janka Kupała, muzyki – Siarhiej Michałok.

## Historia powstania
Za tekst utworu posłużyły słowa wiersza Janki Kupały „Kto ty jesteś?” z 1908 roku, będącego trawestacją utworu Władysława Bełzy „Katechizm polskiego dziecka”. Muzykę do utworu napisał lider zespołu Lapis Trubieckoj – Siarhiej Michałok. Po raz pierwszy w historii grupy kompozytor stworzył muzykę nie do swoich wierszy. Tytuł piosenki nie jest tożsamy z tytułem wiersza Janki Kupały. Siarhiej Michałok świadomie zmienił go z „Kto ty jesteś?” na „Nie być bydłem”, by – jak sam mówi – podkreślić, że nie należy być niemym, pozbawionym głosu obojętnym bydłem, zadowolonym z dostępu do koryta. Tekst utworu ma charakter rewolucyjny. Członkowie zespołu Lapis Trubieckoj, którym zabroniono występów na Białorusi za krytykę reżimu, piosenką „Nie być bydłem” pokazują, że nie mają zamiaru iść na układy z władzami białoruskimi.
Piosenka była wykonywana przez zespół na koncertach od 2010 roku, zapisana została w studiu w Kijowie i włączona do albumu muzycznego Rabkor, wydanego 1 maja 2012 roku. 

## Treść utworu
Tekst utworu ma formę ośmiu krótkich pytań i odpowiedzi. Na pytania o tożsamość i miejsca urodzenia odpytywany stwierdza, że jest tutejszy, urodzony na wsi. Pragnie lepszego losu, chleba, soli, ziemi, swobody.  Mówi, że chrzczony był przy drodze, a uświęcony krwią i potem. Gdy pada pytanie, kim chce być, odpowiada, że nie chce być bydłem. Ostatnia odpowiedź została wyeksponowana jako tytuł utworu grupy Lapis Trubieckoj. 

## Teledysk
Do piosenki został nakręcony teledysk. Zdjęcia odbywały się w Kijowie. Reżyserem był Ołeksandr Stekołenko. Premiera klipu miała miejsce 7 listopada 2011 roku. Jako aktorzy w teledysku wystąpili pracownicy białoruskich mediów opozycyjnych, działacze kultury, nauki i sportu: Alaksandr Barazienka, Alaksandr Kul, Aleś Zalesuski, Andrej Kirejczyk, Jauhien Lipowicz, Kaciaryna Kibalczicz, Maks Żbankou, Siarhiej Filimonau, Siarhiej Chareuski, Swiatłana Kalinina, Walaryna Kustawa. Zostali ucharakteryzowani na mieszkańców Białorusi sprzed pierwszej wojny światowej. Klip ukazuje chłopów, robotników i inteligencję, nawiązuje do czasu powstania wiersza Janki Kupały. Na ten okres przepadają bowiem początki białoruskiej świadomości narodowej.